# Пасажир
Пасажи́р  — це:

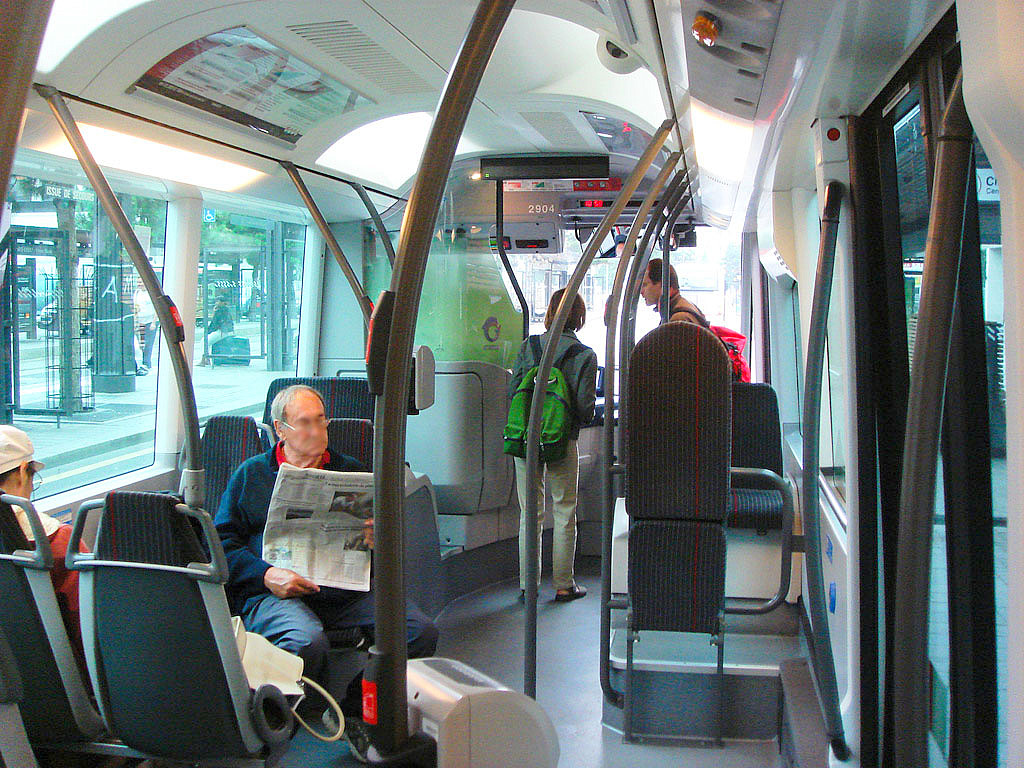
Пасажир

1. особа, яка користується транспортним засобом і знаходиться в ньому, але не причетна до керування ним[1];
2. означає будь-яку особу, яка перевозиться на судні — а) за договором перевезення, б) за згодою перевізника для супроводження автомашини або живих тварин, які є предметом договору перевезення вантажів;
3. особа, за винятком членів екіпажу, яка перевозиться на повітряному судні відповідно до договору повітряного перевезення.